# Johannes Coleman
Johannes Lodewyk Mayer „Johnny” Coleman (ur. 5 czerwca 1910 w Oudtshoorn, zm. 13 stycznia 1997 w Johannesburgu) – południowoafrykański lekkoatleta, maratończyk.
Dwukrotnie startował w igrzyskach olimpijskich – Berlin 1936 (6. miejsce) i Londyn 1948 (4. lokata). Podczas Igrzysk Imperium Brytyjskiego w 1938 wywalczył złoty medal w biegu maratońskim, który ukończyło tylko dziewięciu zawodników. Na tych samych zawodach został zdyskwalifikowany w biegu na 6 mil.
11 kwietnia 1936 w Port Elizabeth ustanowił rekord kraju w maratonie (2:31:57,4) (wówczas także rekord Afryki).

## Rekordy życiowe
- Bieg maratoński – 2:30:50 (1938)